# Feuilles d'automne (Millais)
Pour les articles homonymes, voir Feuilles d'automne.
Feuilles d'automne – ou en anglais Autumn Leaves – est un tableau réalisé par le peintre britannique John Everett Millais en 1856 dans le Perthshire. Cette huile sur toile est une scène de genre qui représente quatre filles brûlant une pile de feuilles qu'elles ont ratissées dans un jardin au crépuscule. Exposée à la Royal Academy of Arts l'année de sa création, l'œuvre est conservée à la Manchester Art Gallery, à Manchester, en Angleterre.